# Objetivismo
El objetivismo es un sistema filosófico desarrollado por la escritora y filósofa ruso-estadounidense de origen judío Ayn Rand que presenta posturas propias en metafísica, epistemología, ética, política y estética. Sostiene que existe una realidad absoluta e independiente de la mente del ser humano, y que el ser humano está en contacto con dicha realidad a través de la percepción de los sentidos y que adquiere conocimiento procesando los datos de dicha percepción por medio de la razón (o la «identificación no-contradictoria»). Afirma que a la realidad (naturaleza de las cosas) solo se la domina obedeciéndola, que el propósito moral de la vida es la búsqueda de la propia felicidad o el «interés propio racional»; que el único sistema social acorde con este fin es el capitalismo puro (llamado también capitalismo laissez-faire) y que el papel del arte en la vida humana es la transformación de las ideas metafísicas en una forma física (obra de arte) que se pueda comprender y a la que se pueda responder emocionalmente.
Rand presenta esta como una filosofía «para vivir en la Tierra», enraizada en la realidad y orientada al alcance del conocimiento del mundo natural, para lo cual se rechaza la religión y se busca una interacción armoniosa y mutuamente beneficiosa entre los seres humanos.

## La esencia del objetivismo
Ayn Rand definió el objetivismo como una filosofía «para vivir en la Tierra».

Mi filosofía es, en esencia, el concepto del hombre como un ser heroico, con su propia felicidad como propósito moral de su vida, con el logro productivo como su actividad más noble y con la razón como su único absoluto.
Ayn Rand

Poco antes de la publicación de La rebelión de Atlas, se le pidió a Rand que resumiera el objetivismo en unas pocas palabras. Su respuesta fue:

1. Metafísica: realidad objetiva.
2. Epistemología: razón.
3. Ética: interés propio.
4. Política: capitalismo.

### Metafísica: realidad objetiva
La naturaleza, para ser dominada, debe ser obedecida.

El simple hecho de desear algo no lo convertirá en realidad.

La realidad existe como un absoluto objetivo: los hechos son los hechos, independientemente de los sentimientos, deseos, esperanzas o miedos de los hombres.
Ayn Rand

La metafísica Objetivista, y por lo tanto toda su filosofía, está basada en axiomas. Dentro del Objetivismo, los axiomas son considerados proposiciones que identifican una verdad fundamental y evidente, un hecho reconocible por mera percepción y en el que se basa toda forma de conocimiento. La naturaleza de los axiomas implica que deben ser admitidos para ser negados. La filosofía de Ayn Rand acepta tres axiomas:
- La existencia existe
- La consciencia es consciente
- Ley de la identidad

Debido a su carácter axiomático, solo es posible indicarlos de forma redundante. En este contexto, existencia es un concepto que incluye todo: lo que ha existido, existe y existirá y el primer axioma simplemente subraya el hecho de que existe. El segundo axioma señala al hecho implicito de que somos conscientes de que existe algo. El tercero, de que todo lo que existe es algo en particular, es decir, con una identidad o naturaleza y está implícito en los otros dos.
Existen otros principios en la filosofía objetivista, pero son corolarios de los axiomas:
- Ley de la causalidad. Es la ley de la identidad aplicada a las acciones. Como las acciones son acciones de entidades y toda entidad es algo en concreto, ninguna entidad puede actuar aparte de ni en contra de su identidad.
- Primacía de la existencia. Establece que la realidad existe independientemente de la conciencia humana. Consciencia presupone que existe algo de lo que ser consciente, aunque la existencia no presupone consciencia. Dicho de otra forma, este principio declara que los hechos son los que son independientemente de lo que cualquier persona crea, piense, sueñe, desee, espere, tema o se imagine.

### Epistemología: razón
No puedes comerte tu pastel y conservarlo.

La razón (la facultad que identifica e integra las percepciones provistas por los sentidos de los hombres) es el único medio de percepción de la realidad del hombre, su única fuente de conocimiento, su única guía para la acción, y su medio básico de supervivencia.
Ayn Rand

Los seres humanos individuales se hacen conscientes de la realidad a través de sus sentidos. No hay, pues, «racionalidad colectiva». La razón es el único modo de conseguir conocimiento («las emociones no son instrumentos cognitivos»).

### Ética: egoísmo «racional»
- Ver: egoísmo racional

El hombre —cada hombre— es un fin en sí mismo, no el medio para los fines de otros. Debe existir por sí mismo y para sí mismo, sin sacrificarse por los demás ni sacrificando a otros. La búsqueda de su propio interés racional y de su propia felicidad es el más alto propósito moral de su vida.
Ayn Rand

Ayn Rand propugnaba el egoísmo racional, esto es, la autoestima basada en valores objetivos y que, por tanto, nunca tuviese siquiera la pretensión de violentar en modo alguno la vida o la libertad de los demás. Se ha acusado a veces a Ayn Rand de plagiar el concepto de voluntad de poder de Friedrich Nietzsche, lo cual es erróneo, puesto que la autora define esta última como un egoísmo «irracional»; supone la imposición de la propia voluntad a los demás.
Ayn Rand condenaba inequívocamente el egoísmo irracional de entregarse a los propios caprichos irracionales. Llamaba a esta actitud whim-worshipping ("adoración del capricho"), y a sus practicantes les daba el gráfico nombre de «egoístas sin ego».

### Política: capitalismo
El sistema político económico ideal es el capitalismo laissez-faire. Es un sistema en el cual los hombres tratan unos con otros no como amos y esclavos, sino como comerciantes, mediante intercambio libre y voluntario, en beneficio mutuo. Es un sistema en el cual ningún hombre puede obtener ningún valor de otro mediante el uso de la fuerza física, y ningún hombre debe iniciar el uso de la fuerza física contra otros. El gobierno actúa exclusivamente como policía, protegiendo los derechos de los hombres solo en represalia y solo contra aquellos que inician el uso de la fuerza física, tales como criminales o invasores extranjeros. En un sistema de capitalismo puro, debe haber (pero históricamente esta situación aún no se ha dado nunca) una separación total entre el estado y la economía, en la misma manera y por las mismas razones que en el caso de la separación entre la iglesia y el estado.
Ayn Rand

Según Ayn Rand, el capitalismo puro es el sistema económico más productivo que existe y el que generó mayor bienestar. Pero, decía, este no debe ser el motivo principal para defenderlo. Según Ayn Rand el capitalismo debe ser defendido prioritariamente en términos morales, no prácticos. Y el principio de esta moral sería el respeto a la libertad de todos los individuos, que se relacionan y cooperan de forma voluntaria y no impuesta.
Según ella, el único sistema social moral es el del puro capitalismo laissez-faire, con un gobierno estrictamente limitado a gestionar las instituciones destinadas a impedir o castigar el inicio de violencia por parte de unos seres humanos sobre otros, esto es: sistema judicial, policía y ejército.

### Estética
El arte da al hombre la experiencia de vivir en un mundo donde las cosas son como deberían ser. Esta experiencia es de crucial importancia para él: es su salvavidas psicológico. Dado que la ambición del hombre no tiene límite, dado que su búsqueda y logro de valores es un proceso que dura toda la vida —y cuanto más elevados los valores, más dura es la lucha—, el hombre necesita un momento, una hora, cierto período de tiempo en el cual pueda experimentar el sentido de su tarea terminada, el sentido de vivir en un universo donde sus valores hayan sido exitosamente realizados. Es como un descanso, un momento de repostar combustible mental hacia nuevos logros. El arte le da este combustible, un momento de alegría metafísica, un momento de amor por la existencia. Como un faro, alzado sobre los oscuros cruces de caminos del mundo, diciendo «Esto es posible».
Ayn Rand

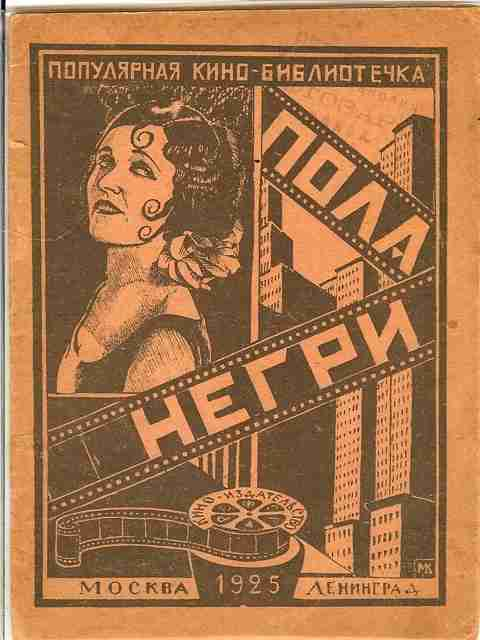
Portada del primer libro de Ayn Rand, de 2500 palabras, sobre la femme fatale polaca Pola Negri, publicado en 1925 en la URSS.

El objetivismo sostiene que el arte es al espíritu del hombre lo que la tecnología es a su vida material, y, por consiguiente, el arte debe mostrar al hombre «como podría y debería ser».
Las teorías estéticas objetivistas se plasman en una escuela artística llamada realismo romántico, que tiende a plasmar seres humanos en situaciones de alegría y triunfo.
El objetivismo considera que la práctica totalidad del arte moderno no es tal arte, y que su origen está en la corrupción filosófica pretendidamente introducida por Immanuel Kant en la filosofía occidental.

## Conceptos objetivistas contracorriente
Algunos conceptos objetivistas resultan chocantes y requieren un poco de explicación.

### El egoísmo es una virtud
Para el objetivismo, el egoísmo racional es una virtud y cualquier forma de altruismo es inmoral, ya que no hay ningún motivo racional para poner las necesidades de los demás por delante de las necesidades racionales propias. Para Ayn Rand, el egoísmo es una autoestima basada en la razón y en la reflexión. El altruismo, sin embargo, es descrito por ella (adhiriéndose a la definición original de Auguste Comte) como una filosofía según la cual un individuo no debe vivir para sí mismo, sino para otro. Ella veía esto como un atentado contra la autoestima y lo diferenció claramente de la generosidad, la amabilidad y la compasión que una persona puede sentir hacia otras sin dejar de quererse a sí misma.
A los egoístas irracionales (por ejemplo, a los nietzscheanos), Ayn Rand los llamaba «egoístas sin ego», reivindicando así que el ego consciente es simplemente la razón, no los caprichos emocionales.

### El orgullo es una virtud
Para el objetivismo, el orgullo racional es la corona de todas las demás virtudes. Si cada persona se esfuerza en llevar una vida racional y productiva, se gana el derecho de sentirse orgullosa de los valores morales y materiales que se obtengan.
- No obstante, el objetivismo condena inequívocamente los orgullos irracionales: el orgullo de ser de determinado país, de pertenecer a una u otra raza o tribu, de tener grandes riquezas heredadas, de pertenecer a una familia con títulos nobiliarios... En ninguno de estos casos el individuo ha hecho algo para ganarse el derecho a estar orgulloso.

### La humildad es un vicio
Inversamente, la humildad (entendida como la baja autoestima) es un vicio, ya que el humilde se considera a sí mismo como de poco valor y no mejor que los demás. Para el objetivismo, encontrarse en este estado y considerarlo como algo bueno mata cualquier tipo de ambición moral en el individuo.
- Si un individuo está en este estado, tras una evaluación sincera de sí mismo, lo que debe hacer es luchar por mejorarse a sí mismo para así poder ganarse el derecho a estar orgulloso.

- Si un individuo es humilde a pesar de tener virtudes, es decir, si el individuo elige no apreciar las propias virtudes por temor a ser calificado de orgulloso, el objetivismo sostiene que ese individuo está en guerra consigo mismo y con la realidad.

### El extremismo es bueno
Para el objetivismo, el culto que se les rinde al «término medio», al compromiso y al consenso son sintomáticos de cobardía e inseguridad en los propios valores y en las propias decisiones, consecuencia inevitable de la filosofía de Platón y Kant y de sus derivados, que sostienen que el conocimiento seguro sobre el mundo es inalcanzable. Es por esto que, para el objetivismo, el extremismo es considerado como algo «bueno».
El objetivismo sostiene que, si partiendo de premisas correctas y siguiendo una epistemología correcta uno identifica algo como bueno, lo moral es llevarlo hasta sus últimas consecuencias.

### El sacrificio personal siempre es inmoral
Uno no debe sacrificarse nunca, bajo ninguna circunstancia. Los actos encomiables a los que se denomina «sacrificios» no son tales. Por ejemplo, un hombre arriesga su vida por salvar a su mujer o a sus hijos y la pierde. Este hombre no se está «sacrificando», ya que su vida sin esas personas carecería de valor, por lo que está haciendo simplemente una transacción o intercambio racional, basándose en algo que este hombre conoce y sabe que valora. Si ese hombre arriesgase su vida por salvar a desconocidos, estaría cometiendo un acto gravemente inmoral pues la vida de la gente que no conoces no vale nada para ti.
Igualmente, los obreros de una fábrica no se «sacrifican» nunca trabajando para su empresario, ya que el sueldo que cobran recompensa su trabajo. Si el sueldo les parece insuficiente, son libres de marcharse y buscar un trabajo mejor pagado.

### No existen los derechos positivos
El objetivismo sostiene que los derechos positivos (derecho al trabajo, a la vivienda, a la atención sanitaria...) son lógicamente contradictorios en su sola enunciación, una contradictio in terminis, ya que generarían obligaciones que destruirían los derechos negativos (los únicos que hay) de terceros.
Por ejemplo, si un individuo tiene derecho al trabajo o a la atención sanitaria, otros individuos tendrán la obligación de contratar a ese individuo y sufragar los gastos que su atención sanitaria genere, lo cual supondría la destrucción de los derechos de propiedad y libertad de terceros. Los objetivistas afirman: «Los mal llamados derechos positivos supondrían un derecho a esclavizar a los demás, y no existe el derecho a esclavizar».
De acuerdo con este argumento, solo existirían derechos negativos, esto es, derechos a no sufrir interferencias en la propia vida, mientras uno no interfiera en los derechos de los demás. Estos son los derechos recogidos en la Constitución de los Estados Unidos de América: vida, libertad y la búsqueda de la felicidad.
- Vida. Es el único derecho fundamental (todos los demás son sus consecuencias o corolarios). Es el derecho del hombre a su propia vida, esto es, a mantenerla a través de su propio trabajo; no quiere decir que otros tengan que proporcionarle lo que necesita para vivir.
- Propiedad. Extensión del derecho a la vida, ya que sin propiedad es imposible vivir. Además, la propiedad legítimamente adquirida es una extensión de la propia vida, ya que uno debe dedicarse a adquirirla. Al expropiar o robar a alguien se está, literalmente, robándole parte de su vida.

- Búsqueda de la felicidad. El objetivismo defiende que cada individuo ha de ser libre para hacer con su tiempo lo que desee, aunque sea perjudicial para su cuerpo o su espíritu, siempre que no viole los derechos de los demás. Coherentemente, el objetivismo defiende el derecho entre adultos a comerciar y consumir libremente drogas o pornografía, ya que «la libertad incluye también la libertad de hacer cosas erróneas».

## Razón del nombre «objetivismo»
El objetivismo deriva su nombre del concepto del conocimiento y de los valores como «objetivos», en vez de intrínsecos o subjetivos. De acuerdo con Ayn Rand, ni los conceptos ni los valores son «intrínsecos» a la realidad externa, pero tampoco son meramente «subjetivos» (con «subjetivo» Ayn Rand quería decir ‘arbitrarios’ o ‘creados por los sentimientos, deseos, intuiciones o caprichos’). Antes bien, los valores y conceptos debidamente formados son objetivos en el sentido de que están «determinados por la naturaleza de la realidad, pero han de ser descubiertos por la mente del hombre». Uno no puede cambiar la realidad simplemente deseando que sea diferente. El hombre debe interactuar con la realidad comprendiéndola, asumiendo las limitaciones propias e interactuando con ella de acuerdo con la propia capacidad para realizar cambios materiales consistentes con los deseos racionales propios. De acuerdo con el objetivismo, un subjetivista considerará a los valores como arbitrarios, y un «intrinsicista» los consideraría como algo no relacionado con los seres humanos.
«Objetivismo» fue en realidad una segunda elección como nombre para su filosofía. Rand afirmó que «existencialismo» era en realidad un nombre más apropiado, ya que el axioma más básico de la filosofía es la afirmación «La existencia existe». No obstante, Jean Paul Sartre «corrompió», en sus propias palabras, el significado del término «existencialismo».

## El objetivismo y otras filosofías
Rand consideraba sus esfuerzos filosóficos como el inicio de la corrección de los problemas del mundo, problemas que, ella sostenía, eran consecuencia de la aceptación de filosofías erróneas: la filosofía mística religiosa en general y del kantismo en particular. 
En el Gráfico de Pournelle, el objetivismo es situado en el cuadrante superior izquierdo (alto grado de libertad y racionalidad), junto al libertarismo.

### Filósofos a los que Ayn Rand consideraba especialmente perniciosos
- Platón: «Hay un único asunto fundamental en filosofía: la eficacia cognitiva de la mente humana. El conflicto de Aristóteles contra Platón es el conflicto de la razón frente al misticismo. Fue Platón quien formuló la mayoría de las preguntas —y de las dudas— básicas de la filosofía. Fue Aristóteles quien preparó las bases para la mayoría de las respuestas.»
- San Agustín
- David Hume
- Immanuel Kant
- Georg Hegel: «Muchos profesores de filosofía de hoy en día no tienen ni idea de lo que Kant dijo realmente. Y ninguno ha leído nunca a Hegel (incluso aunque muchos hayan mirado a todas y cada una de las palabras escritas en todas y cada una de sus páginas)» (Las cartas de Ayn Rand, volumen II, n.º 11, 26 de febrero de 1973).
- Karl Marx
- Friedrich Nietzsche
- Herbert Spencer
- John Rawls:

Ciertas maldades están protegidas por su propia enormidad: hay gente que, leyendo esa cita de Rawls, no podría creer que realmente quiere decir lo que dice. Pero lo hace. No es contra las instituciones sociales contra las que Rawls (y Mr. Cohen) se rebela, sino contra la existencia del talento humano. No contra los privilegios políticos, sino contra la realidad. No contra los favores gubernamentales, sino contra la naturaleza (contra aquellos que «han sido favorecidos por la naturaleza», como si un término como «favor» pudiese ser aplicado aquí). No contra la injusticia social, sino contra el hecho de que algunos hombres nacen con mejores cerebros y hacen mejor uso de ellos que otros. La nueva «teoría de la justicia» exige que los hombres contrarresten la «injusticia» de la naturaleza mediante la institucionalización de la más obscenamente impensable injusticia: de privar a aquellos «favorecidos por la naturaleza» (esto es, las personas con talento, inteligentes, creativas) del derecho al fruto de su trabajo (esto es, el derecho a la vida)- y conceder a los incompetentes, los estúpidos, los vagos el derecho al disfrute de bienes que no podrían producir, no podrían imaginar y ni siquiera sabrían qué hacer con ellos.
Tomado de Las cartas de Ayn Rand, volumen II, n.º 10, 12 de febrero de 1973

### Filósofos a los que Ayn Rand consideraba positivamente

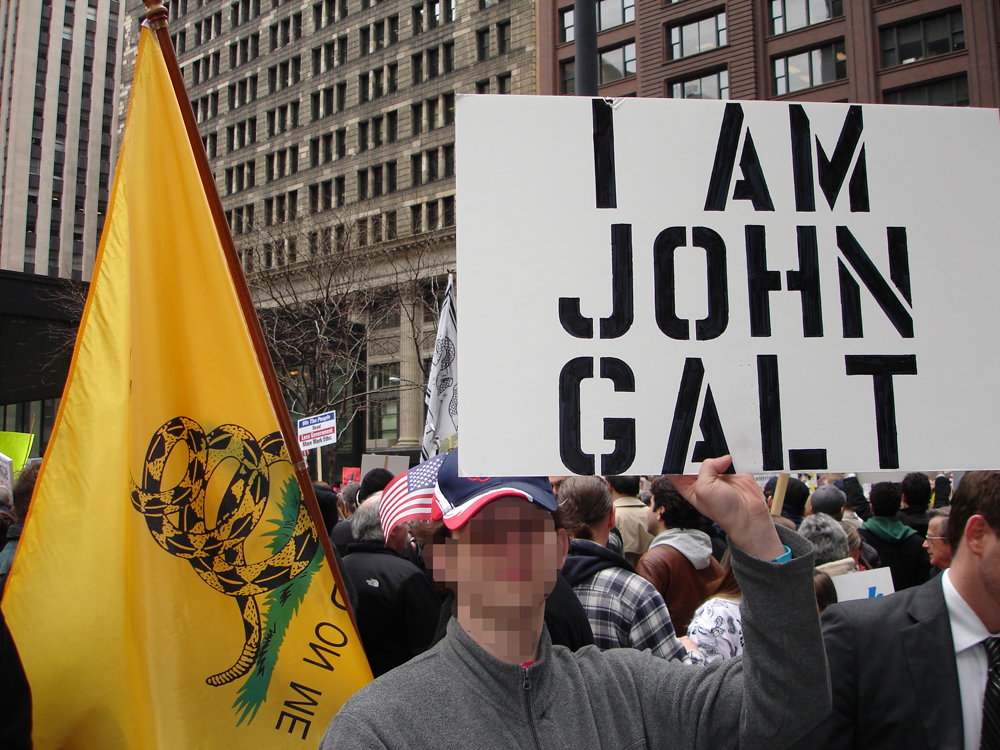
Un manifestante durante una de las protestas del Tea Party Movement, en Chicago, en abril de 2009, con un cartel que dice: «Yo soy John Galt», el protagonista de la novela de Rand La rebelión de Atlas (Atlas Shrugged).

Rand se consideraba a sí misma correctora y continuadora de la obra filosófica de Aristóteles, al que consideraba el más grande filósofo de la historia.

La única deuda filosófica que puedo reconocer es hacia Aristóteles. Estoy en completo desacuerdo con gran parte de su filosofía, pero su definición de las leyes de la lógica y de los medios del conocimiento humano son un logro tan enorme que sus errores son, por comparación, irrelevantes.
Ayn Rand, tomado de la introducción de Atlas Shrugged 

Ayn Rand también encomió a Santo Tomás de Aquino por introducir la filosofía aristotélica, especialmente la epistemología aristotélica, en el mundo católico.

## Cómo se hizo pública la obra de Ayn Rand
Rand publicó la mayor parte de sus ensayos (su obra de no ficción) en su propio newsletter The Objectivist, y, con anterioridad, en la revista que ella misma editaba, en la cual solo se publicaban trabajos de acuerdo con las teorías objetivistas. Nunca publicó en revistas académicas convencionales. Gran parte del corpus de no ficción de Ayn Rand quedó registrado únicamente en la amplia colección de archivos de audio de sus conferencias.
La producción de obras de no ficción de Ayn Rand aumentó enormemente tras publicar esta su magnum opus de ficción, La rebelión de Atlas (1957). La creación de esta novela demandó de Rand la mayor parte de sus energías desde 1943 hasta 1957.

## Escisiones dentro del objetivismo
El objetivismo ha conocido dos escisiones o «cismas» mayores:

### 1968: Escisión Ayn Rand – Nathaniel Branden

Firma de la filósofa Ayn Rand.

En 1968, Ayn Rand expulsó a Nathaniel Branden del movimiento objetivista. Hasta ese momento, Rand afirmaba públicamente que Branden era la persona que mejor entendía el objetivismo y lo consideraba como su «heredero intelectual».
Los motivos de la expulsión son discutidos. Los que se quedaron con Ayn Rand aducen que la expulsión se debió a una gestión económica deshonesta y a tendencias irracionalistas por parte de Nathaniel Branden. Nathaniel Branden tacha de difamación estas acusaciones y achaca su expulsión a motivos puramente personales, ya que Ayn Rand supo entonces que Branden mantenía relaciones con una tercera mujer (Branden estaba casado y había sido amante de Ayn Rand).
Inmediatamente después de la expulsión, Ayn Rand desmanteló toda la pujante organización que hasta entonces existía para la difusión del objetivismo: el Nathaniel Branden Institute.
Actualmente Branden sostiene que el objetivismo, a pesar de tener muchos valores positivos, carece de una comprensión profunda de la psicología humana, y advierte al estudiante objetivista neófito a que, aun persistiendo en su estudio, tenga esto presente.
Branden ahora colabora con el objetivista «disidente» David Kelley.

### 1985: Escisión Leonard Peikoff - David Kelley
Leonard Peikoff, el «heredero intelectual» de Ayn Rand en el momento de su muerte y detentador actual de todos los derechos sobre sus obras, afirma que el objetivismo es un «sistema cerrado», que consiste en lo que Ayn Rand escribió o dijo, y demás elaboraciones posteriores basadas en los fundamentales originales. Peikoff considera cualquier desacuerdo en asuntos esenciales con lo que Rand afirmó como una traición al objetivismo, y está opuesto a la colaboración con no objetivistas (véase la página web oficial de su institución, el Instituto Ayn Rand.
En 1985, Leonard Peikoff expulsó a David Kelley del Instituto Ayn Rand.
David Kelley escribió un ensayo titulado «Una cuestión de sanción», en el que argumentaba a favor de la colaboración con no objetivistas. Peikoff argumenta que todos aquellos que no son objetivistas están evadiendo la realidad, y que, por lo tanto, colaborar con ellos supone una sanción (en el sentido de ‘aprobación’) de esa evasión.
En cambio, Kelley aboga también por una concepción del objetivismo como un «sistema abierto», que puede incorporar nuevos conceptos más allá de lo que Ayn Rand escribió o dijo, y corregir sus errores.
Peikoff expuso sus argumentos contra las tesis de Kelley en su artículo «Fact and value». Pensadores objetivistas como Peter Schwartz y Harry Bisnwanger apoyaron a Peikoff.
Kelley fundó en 1990 el Instituto de Estudios Objetivista (llamado más tarde El Centro Objetivista y posteriormente La Sociedad Atlas) para difundir su interpretación del objetivismo. Kelley colabora con el movimiento libertario estadounidense, y con otros grupos con los que Peikoff se niega a colaborar. Peikoff y otros miembros del Instituto Ayn Rand niegan que Kelley sea un objetivista. Citan, por ejemplo, la oposición de Ayn Rand al libertarismo en la década de 1960 como un motivo para condenar a Kelley, quien se defiende aduciendo que Peikoff y sus asociados toman la oposición de Rand al libertarismo fuera de contexto.